# Arc-en-Barrois
Pour les articles homonymes, voir Arc, Barrois (homonymie) et Arc.
Arc-en-Barrois est une commune française située dans le département de la Haute-Marne, en région Grand Est.
La commune est située à 24 km au sud de Chaumont (préfecture de la Haute-Marne), à 30 km au nord-ouest de Langres et à 15 km de la sortie de l’A5 (sortie no 24 Chaumont-Semoutiers). Le village est une station verte de vacances, il possède le label « village fleuri » avec trois fleurs attribuées par le Conseil national des villes et villages fleuris de France au concours des villes et villages fleuris.

## Géographie

### Localisation

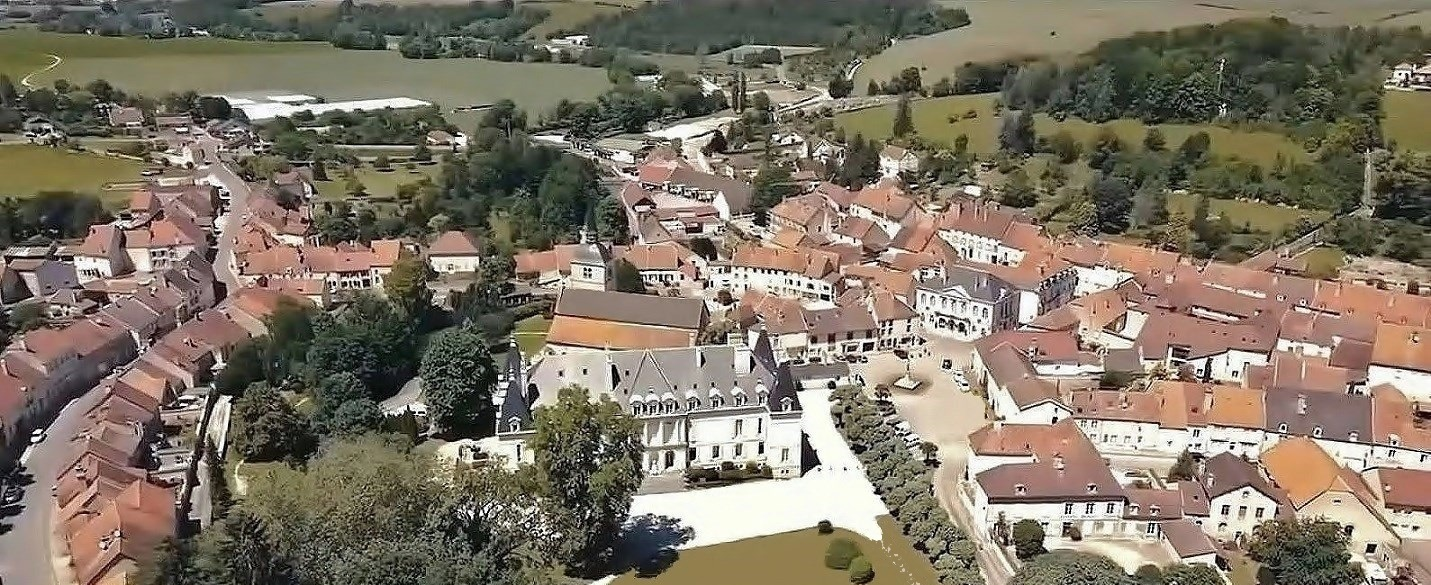
Vue générale

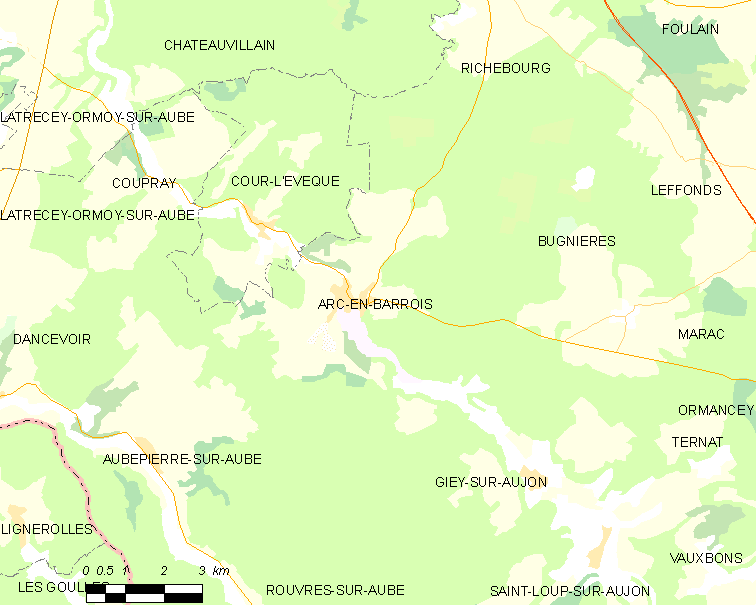
Carte de la commune d'Arc-en-Barrois et des proches communes.

Le village d’Arc-en-Barrois est localisé dans la vallée de l’Aujon sur le plateau de Langres et le finage limitrophe de la Côte-d'Or. L’Aujon traverse Rochetaillée, Saint-Loup-sur-Aujon, Courcelles-sur-Aujon, Giey-sur-Aujon, Arc-en-Barrois et va en direction de Cour-l'Évêque pour se jeter dans l’Aube. Le long de l’Aujon, sur la rive gauche au bas d’Arc-en-Barrois, s’étend une contrée de terres labourables appelée les Éleux.
La forêt domaniale d’Arc-en-Barrois, partagée avec Chateauvillain, Richebourg et Aubepierre notamment, est une des plus étendues de France (environ 11 000 hectares).
La forêt d'Arc-en-Barrois est considérée comme l’une des plus belles chasses au grand gibier de France (sangliers, cerfs et chevreuils).
La commune est composée de plusieurs hameaux et écarts: 
- Montrot
- Maison Paulin 
- Maison Foin
- Val Bruant
- Sautreuil
- Les Essarts

### Hydrographie
La commune est dans la région hydrographique « la Seine de sa source au confluent de l'Oise (exclu) » au sein du bassin Seine-Normandie. Elle est drainée par l'Aujon, divers bras de l'Aujon, le Fossé 01 de la Combe Vau Boing et divers autres petits cours d'eau,.l'Aujon,
L'Aujon, d'une longueur de 68 km, prend sa source dans la commune de Perrogney-les-Fontaines et se jette  dans l'Aube à Longchamp-sur-Aujon, après avoir traversé 17 communes.

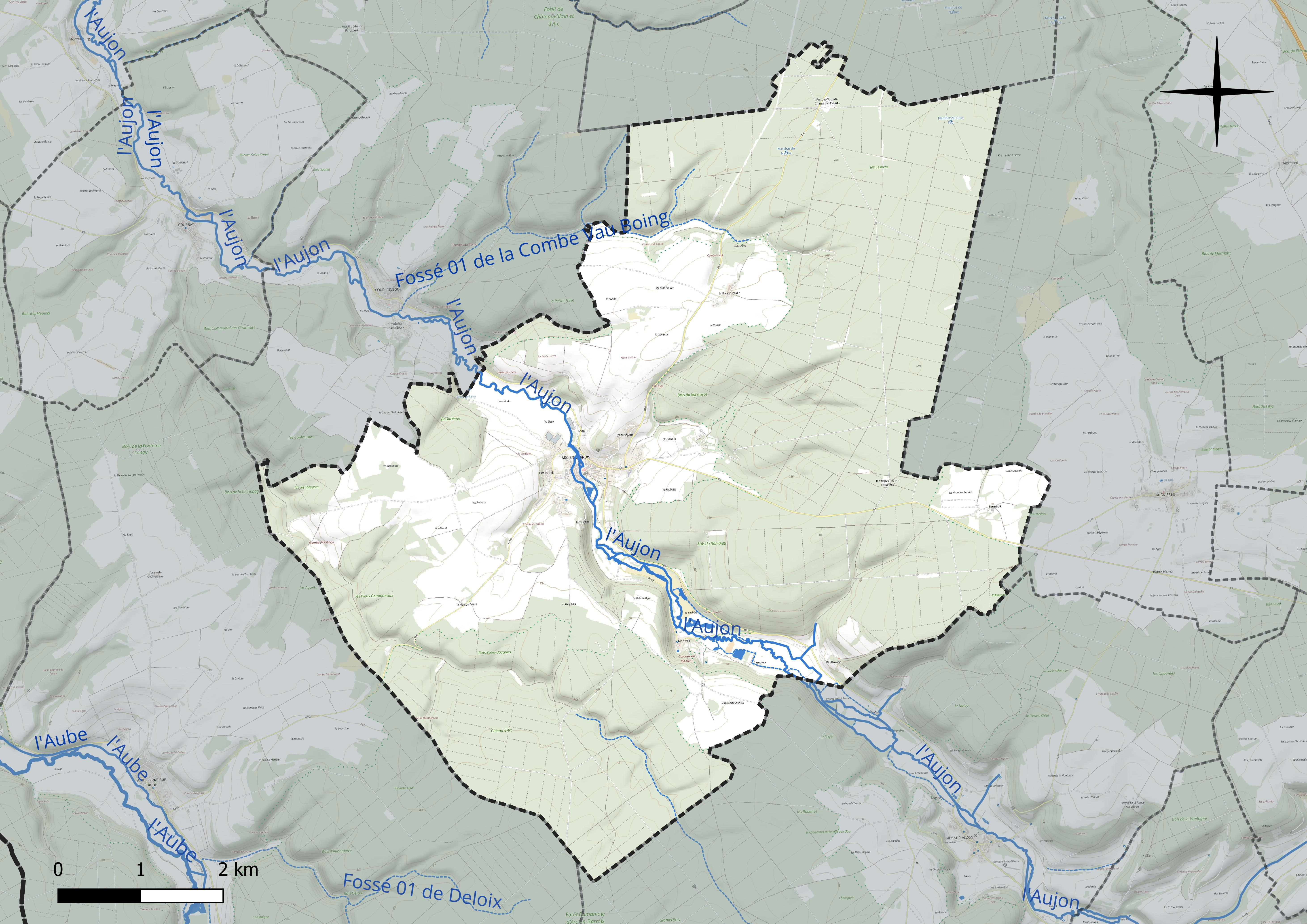
Réseau hydrographique d'Arc-en-Barrois.

Un plan d'eau complète le réseau hydrographique : la le lachère (1,1 ha),.

### Climat
Pour des articles plus généraux, voir Climat du Grand Est et Climat de la Haute-Marne.
En 2010, le climat de la commune est de type climat des marges montargnardes, selon une étude du Centre national de la recherche scientifique s'appuyant sur une série de données couvrant la période 1971-2000. En 2020, Météo-France publie une typologie des climats de la France métropolitaine dans laquelle la commune est exposée à un climat océanique altéré et est dans la région climatique Lorraine, plateau de Langres, Morvan, caractérisée par un hiver rude (1,5 °C), des vents modérés et des brouillards fréquents en automne et hiver.
Pour la période 1971-2000, la température annuelle moyenne est de 10,2 °C, avec une amplitude thermique annuelle de 16,1 °C. Le cumul annuel moyen de précipitations est de 928 mm, avec 13,1 jours de précipitations en janvier et 8,7 jours en juillet. Pour la période 1991-2020, la température moyenne annuelle observée sur la station météorologique de Météo-France la plus proche, « Saint-loup-sur-aujon_sapc », sur la commune de Saint-Loup-sur-Aujon à 9 km à vol d'oiseau, est de 10,5 °C et le cumul annuel moyen de précipitations est de 918,0 mm. 
La température maximale relevée sur cette station est de 39,9 °C, atteinte le 25 juillet 2019 ; la température minimale est de −22 °C, atteinte le 20 décembre 2009,,.
Les paramètres climatiques de la commune ont été estimés pour le milieu du siècle (2041-2070) selon différents scénarios d'émission de gaz à effet de serre à partir des nouvelles projections climatiques de référence DRIAS-2020. Ils sont consultables sur un site dédié publié par Météo-France en novembre 2022.

## Urbanisme

### Typologie
Au 1er janvier 2024, Arc-en-Barrois est catégorisée commune rurale à habitat dispersé, selon la nouvelle grille communale de densité à sept niveaux définie par l'Insee en 2022.
Elle est située hors unité urbaine. Par ailleurs la commune fait partie de l'aire d'attraction de Chaumont, dont elle est une commune de la couronne,. Cette aire, qui regroupe 112 communes, est catégorisée dans les aires de 50 000 à moins de 200 000 habitants,.

### Occupation des sols
L'occupation des sols de la commune, telle qu'elle ressort de la base de données européenne d’occupation biophysique des sols Corine Land Cover (CLC), est marquée par l'importance des forêts et milieux semi-naturels (71 % en 2018), une proportion sensiblement équivalente à celle de 1990 (70,8 %). La répartition détaillée en 2018 est la suivante :
forêts (69,9 %), terres arables (23 %), prairies (2,2 %), espaces verts artificialisés, non agricoles (1,9 %), zones urbanisées (1,4 %), milieux à végétation arbustive et/ou herbacée (1,1 %), zones agricoles hétérogènes (0,5 %). L'évolution de l’occupation des sols de la commune et de ses infrastructures peut être observée sur les différentes représentations cartographiques du territoire : la carte de Cassini (XVIIIe siècle), la carte d'état-major (1820-1866) et les cartes ou photos aériennes de l'IGN pour la période actuelle (1950 à aujourd'hui).

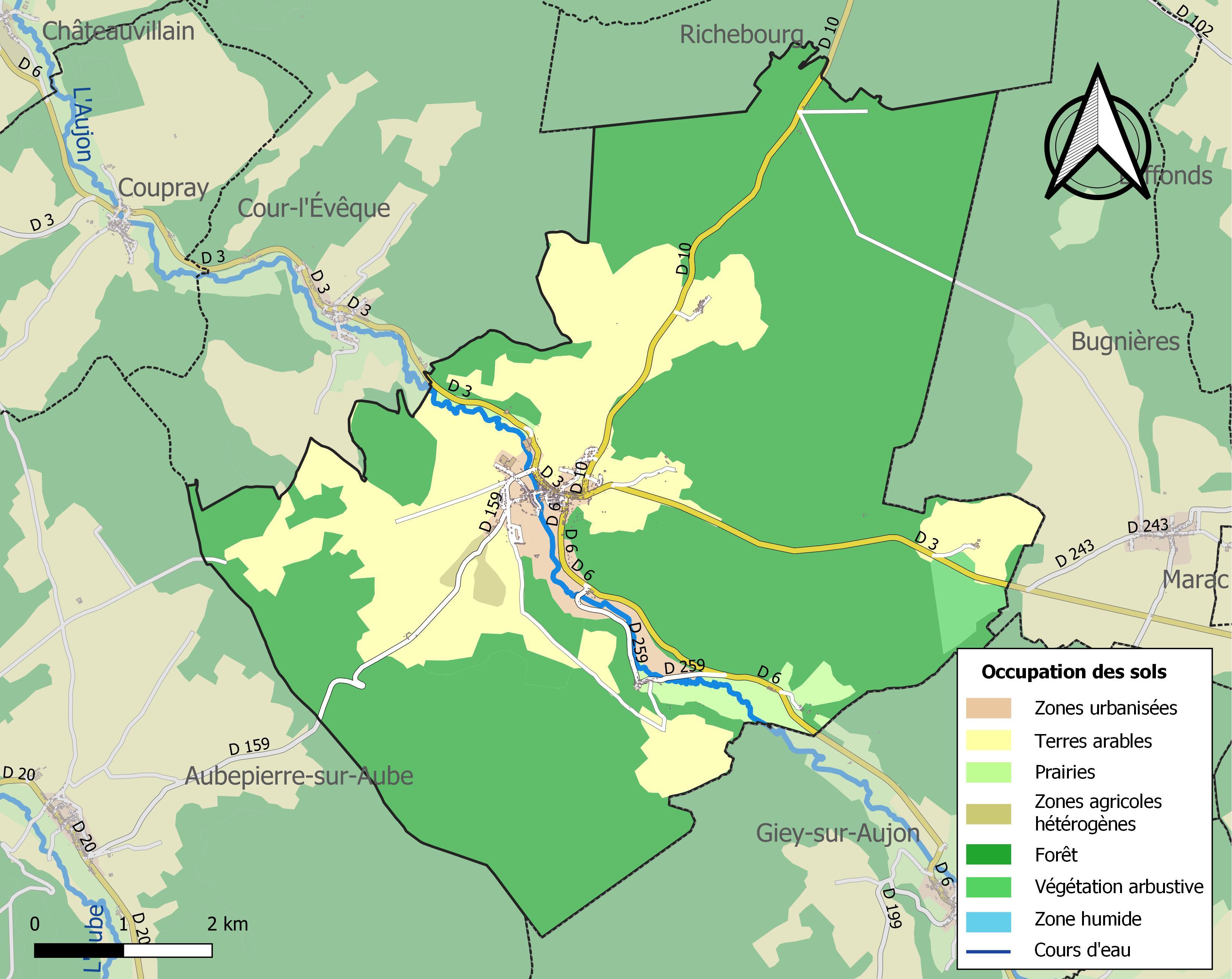
Carte des infrastructures et de l'occupation des sols de la commune en 2018 (CLC).

## Toponymie
Le nom de la localité est attesté sous les formes Arcus (1157) ; Arcus, castrum (1182) ; Arc (1200-1201 environ) ; Archus (1232) ; Arc-an-Barrois (1255) ; Arc sus Aujum (1280) ; Arc en Barrois (1412) ; Arc en Barroix (1420) ; Arcus Barrensis (1436) ; Arc en Barroys (1563) ; Arcq (1675) ; Arc en Barois (1769) ; Arc-sur-Aujon (époque révolutionnaire).

Le toponyme Arc est issu du latin arcus, « arche ( d’un pont qui, souvent, ne possédait qu'une seule arche) », signalant le plus souvent un pont ou les ruines d’un pont romain, à cause de sa forme curviligne pour enjamber la rivière l'Aujon  ou allant à la motte castrale, petite forteresse romaine qui se dit en latin « arx », le fortin de la « Motte » est détruit au IVe siècle lors des invasions barbares. C'est une région frontalière entre les royaumes Franc, Lorrain et Bourguignon.
Le Barrois champenois (ne pas confondre avec le Barrois lorrain de Bar-le-Duc) est une micro-région naturelle de France située au sud-est de la Champagne. Il correspond à une partie de l'ancien comté de Bar tient son nom des villes de Bar-sur-Seine et Bar-sur-Aube. Situé dans l'ancienne région administrative de Champagne-Ardenne il s'étend entre le sud-est du département de l'Aube (Pays d'Othe et Chaourçois) et le sud-ouest de la Haute-Marne.

## Histoire

### Préhistoire et Antiquité

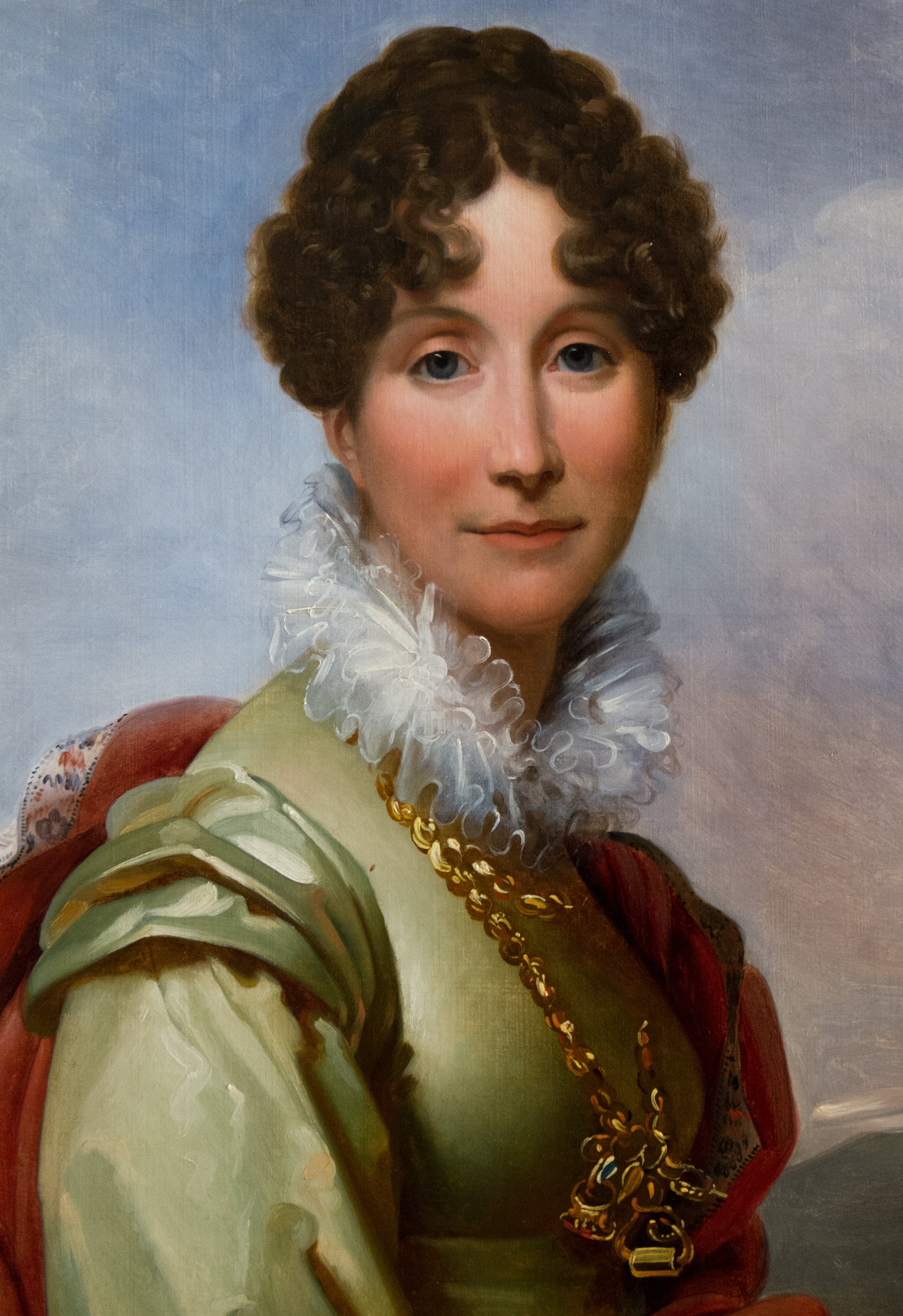
Portrait d'Adélaïde d’Orléans qui est à l’origine de la construction de l'actuel château (copie propriété du CMN).

Une importante levée gauloise puis voie romaine (de Langres à Sens et Orléans) passait à l'emplacement actuel d’Arc-en-Barrois. Une forteresse romaine, ou arx, située sur la hauteur de Lamotte au-dessus d’Arc-en-Barrois servait à protéger la voie en défendant le passage de la rivière franchie grâce à un pont à une arche (arcus en latin). À l’abri de cette forteresse, quelques fermiers groupèrent leurs habitations pour être protégés par la garnison et l’on bâtit à proximité un hospitium (refuge ou abri pour les voyageurs). Au IVe siècle, lors des invasions barbares, le fortin de la « Motte » est détruit.
La région est une marche, entre les royaumes : Francs, Lorrains (ou Alamans) et Bourguignons. Arc-en-Barrois fera partie tout au long de son histoire du duché de Bourgogne.[réf. souhaitée]
Le partage de l’empire de Charlemagne par le traité de Verdun (843) fait que le duché de Bourgogne est attribué à Charles le Chauve tandis que le comté de Bourgogne est attribué à Lothaire. Durant le IXe siècle, Arc est fortifié à nouveau (tour dodécagonale et enceinte entourée de douves). La seigneurie de Chateauvillain/Arc dépend de la famille de Bar liée à une famille plus puissante, celle de Broyes. Arc reste une cité bourguignonne alors que Chateauvillain est champenoise. Une première église qui dépend de l’abbaye de Cluny est édifiée en 1080. Le site demeurera fortifié jusqu’au XIIIe siècle, puis abandonné lors de la construction d'un château au bord de l'Aujon.

### Moyen Âge
La seigneurie d'Arc était associée au Moyen Âge à celle de Châteauvillain (issue de la Maison de Broyes ; cf. Simon Ier de Châteauvillain et Jean Ier de Châteauvillain, mort en 1313 ; Barrois indique qu'à l'origine Châteauvillain et Arc dépendaient du Pagus Barrensis ou Pays/comté de Bar-sur-Aube, dans le Barrois champenois). En 1326, Jean III de Châteauvillain octroie une charte d'affranchissement aux habitants d'Arc.

### Temps modernes
Au XVe siècle, les deux fiefs furent dissociés : Arc-en-Barrois passa alors aux de Vienne, puis échut aux Bauffremont-Scey-Sombernon par le mariage en 1527 de Jeanne de Vienne-Listenois (ou Listenais ; 1500-1541) avec Claude de Bauffremont (1506-1536). Leur fils Antoine de Vienne (1531-vers 1605) devint le premier marquis d'Arc et de Listenois (en 1578 ?). En 1622, les Bauffremont cédèrent le marquisat d'Arc au maréchal Nicolas de L'Hospital de Vitry (ci-dessous).
Le château, occupé par les Bourguignons au XVe siècle pendant la guerre de Cent Ans, a été remanié au XVIIe siècle. Il fut finalement détruit à la Révolution.
En 1629, le village connu un début d'épidémie de peste déclenché, dit-on, à l’occasion du passage de voyageurs qui logèrent dans une hôtellerie du village. Au XVIIe siècle, le village d’Arc-en-Barrois était fortifié et entouré de fossés alimentés par l’Aujon. Les fossés furent comblés sous le comte de Toulouse (ci-dessous) et les murs abattus au commencement de la Révolution.
Le domaine (marquisat) d'Arc-en-Barrois appartenait depuis 1622 au maréchal Nicolas de L'Hospital (1581-1644), duc de Vitry (duché sis à Châteauvillain et Arc-en-Barrois, et reprenant le nom du fief familial de Vitry-en-Brie = Vitry-Coubert à Guignes), aussi comte de Châteauvillain par acquisition en 1620. Les domaines de Châteauvillain et Arc-en-Barrois sont donc réunis. Il fut acheté en 1679 à son fils François-Marie de L'Hospital († 1679) par le comte Jean-André de Morstein, ambassadeur de Pologne en Suède puis en France, père de Michel-Adalbert de Morstein, comte de Châteauvillain († 1695, époux en 1693 de Marie-Thérèse d'Albert de Luynes fille du duc Charles-Honoré). Les Morstein le cédèrent en 1693/1699 à Louis Alexandre de Bourbon (1678-1737), comte de Toulouse et amiral de France, fils naturel de Louis XIV. Son fils Louis Jean Marie de Bourbon (1725-1793), duc de Penthièvre, hérita du domaine. Le village fut alors un marquisat du duché de Châteauvillain (1703) dont les Bourbon-Toulouse-Penthièvre étaient titulaires, comme il l'avait été dans le duché de Vitry des L'Hospital.

### Révolution et Empire
Passé les affres de la Révolution, le domaine fut restitué en 1814 à la fille du duc de Penthièvre, Louise Marie Adélaïde de Bourbon, qui avait épousé en 1769 Louis Philippe, duc d'Orléans. La fille de ces derniers, Adélaïde d'Orléans (sœur de Louis-Philippe Ier), en hérita et reconstruisit le château actuel à l'emplacement de l'ancien. Elle le légua par testament à son filleul le prince de Joinville qui le transmit par héritage à son fils, le duc de Penthièvre.

### Depuis 1815
Pendant la Première Guerre mondiale, le duc de Penthièvre met le château à la disposition des blessés du front de Verdun.
En 1972, Arc-en-Barrois fusionne avec la commune d'Aubepierre ; la séparation a lieu dix ans plus tard en 1982.

## Population et société

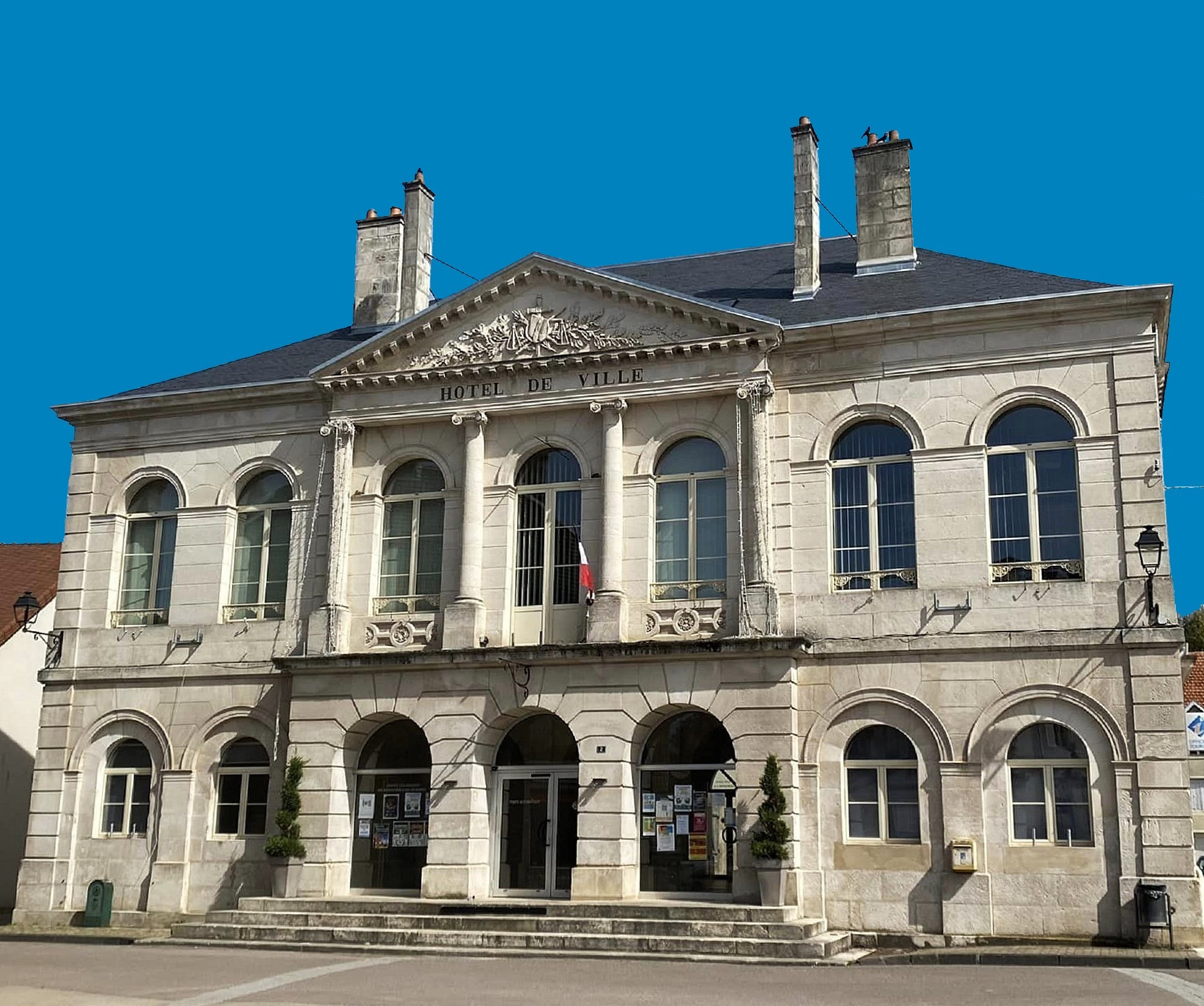
l'Hôtel de Ville

### Démographie
L'évolution du nombre d'habitants est connue à travers les recensements de la population effectués dans la commune depuis 1793. Pour les communes de moins de 10 000 habitants, une enquête de recensement portant sur toute la population est réalisée tous les cinq ans, les populations de référence des années intermédiaires étant quant à elles estimées par interpolation ou extrapolation. Pour la commune, le premier recensement exhaustif entrant dans le cadre du nouveau dispositif a été réalisé en 2007.

En 2022, la commune comptait 688 habitants, en évolution de −10,18 % par rapport à 2016 (Haute-Marne : −4,62 %, France hors Mayotte : +2,11 %).
| 1793  | 1800  | 1806  | 1821  | 1831  | 1836  | 1841  | 1846  | 1851  |
| ----- | ----- | ----- | ----- | ----- | ----- | ----- | ----- | ----- |
| 1 166 | 1 768 | 1 261 | 1 204 | 1 487 | 1 526 | 1 536 | 1 557 | 1 545 |

| 1856  | 1861  | 1866  | 1872  | 1876  | 1881  | 1886  | 1891  | 1896  |
| ----- | ----- | ----- | ----- | ----- | ----- | ----- | ----- | ----- |
| 1 302 | 1 349 | 1 348 | 1 253 | 1 282 | 1 193 | 1 124 | 1 082 | 1 055 |

| 1901 | 1906 | 1911 | 1921 | 1926 | 1931 | 1936 | 1946 | 1954 |
| ---- | ---- | ---- | ---- | ---- | ---- | ---- | ---- | ---- |
| 970  | 933  | 864  | 730  | 719  | 690  | 803  | 930  | 932  |

| 1962 | 1968 | 1975  | 1982  | 1990 | 1999 | 2006 | 2007 | 2012 |
| ---- | ---- | ----- | ----- | ---- | ---- | ---- | ---- | ---- |
| 824  | 801  | 1 033 | 1 033 | 874  | 898  | 789  | 773  | 790  |

| 2017 | 2022 | - | - | - | - | - | - | - |
| ---- | ---- | - | - | - | - | - | - | - |
| 743  | 688  | - | - | - | - | - | - | - |

### Manifestations culturelles et festivités

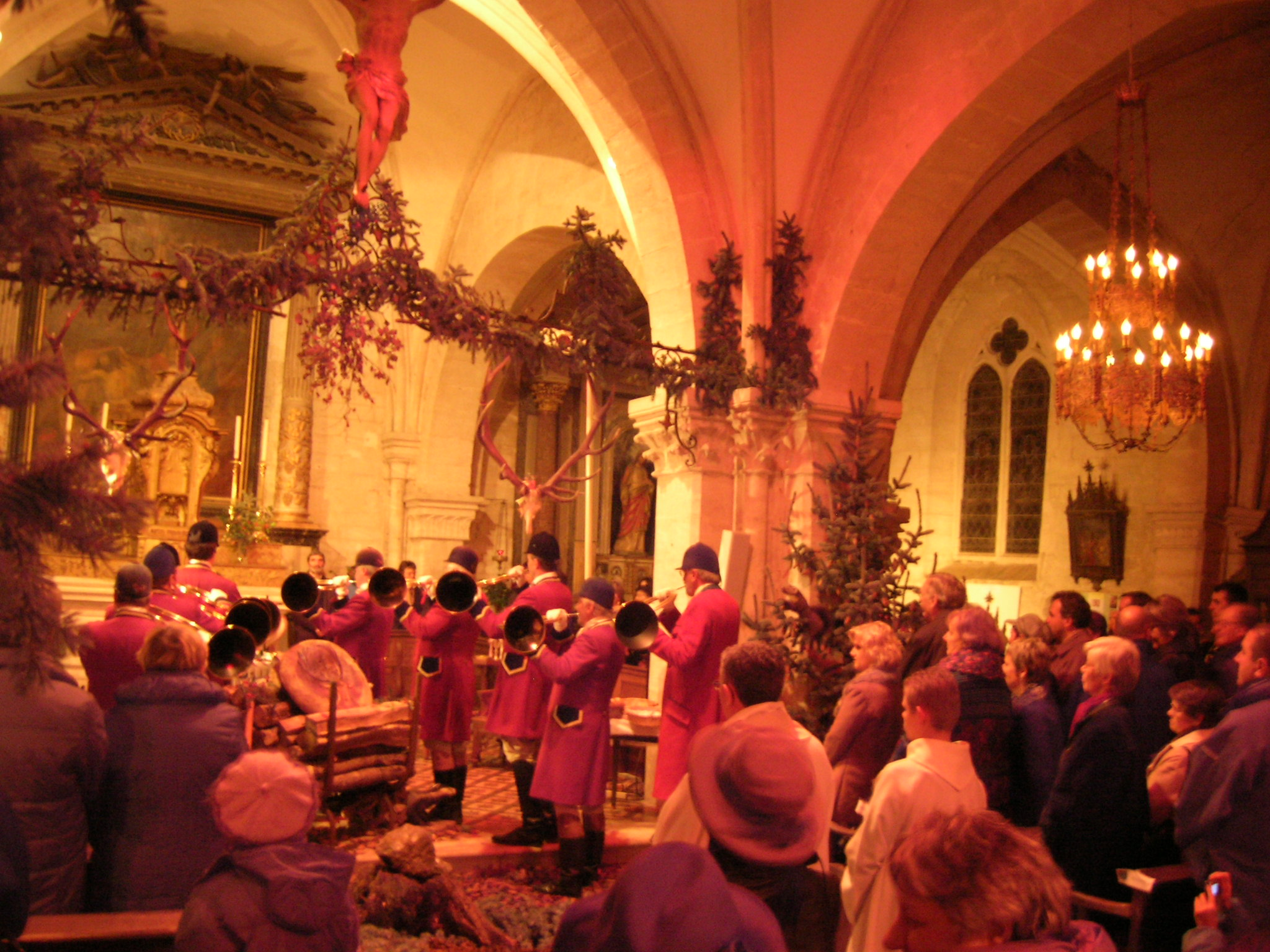
Messe de la Saint-Hubert à Arc-en-Barrois.

- La fête de la Saint-Hubert a lieu chaque année le dernier week-end de novembre avec de nombreuses animations ; vente aux enchères d’objets d’art cynégétique, expositions, messe de la Saint-Hubert à l’église, concert de trompe de chasse, marché de la Saint-Hubert…

## Économie
- Le golf d’Arc-en-Barrois (9 trous, 1 putting green et 1 practice), intégré dans l’ancien parc du château et d’une longueur de 3 089 mètres, est tracé aux détours de l’Aujon dans la verdure.
- La société Schurter (en) (environ 55 salariés), créée en 1981, fabrique des fusibles et porte-fusibles, y compris pour satellites.
- Exploitation forestière.
- Cultures maraîchères.
- Petits ateliers.
- Maison de retraite publique.

## Culture locale et patrimoine

### Lieux et monuments

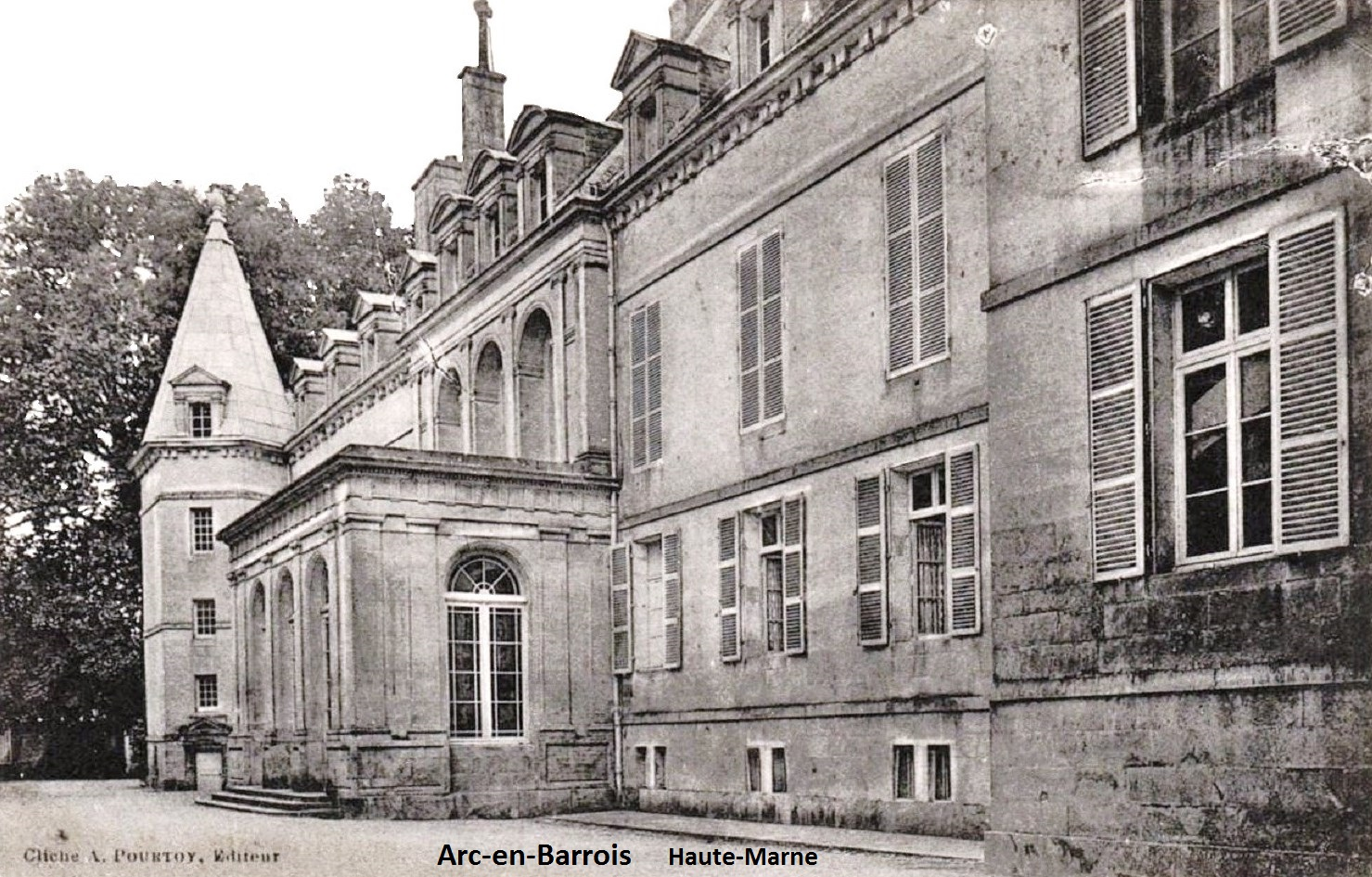
vue ancienne du Château

Château d'Arc-en-BarroisLe château actuel est construit vers 1845 par la princesse Adélaïde d’Orléans, sœur cadette du roi des Français Louis-Philippe Ier. À la mort de celle-ci, en 1847, le château revient à son filleul le prince de Joinville. C’est aujourd’hui un domaine privé.

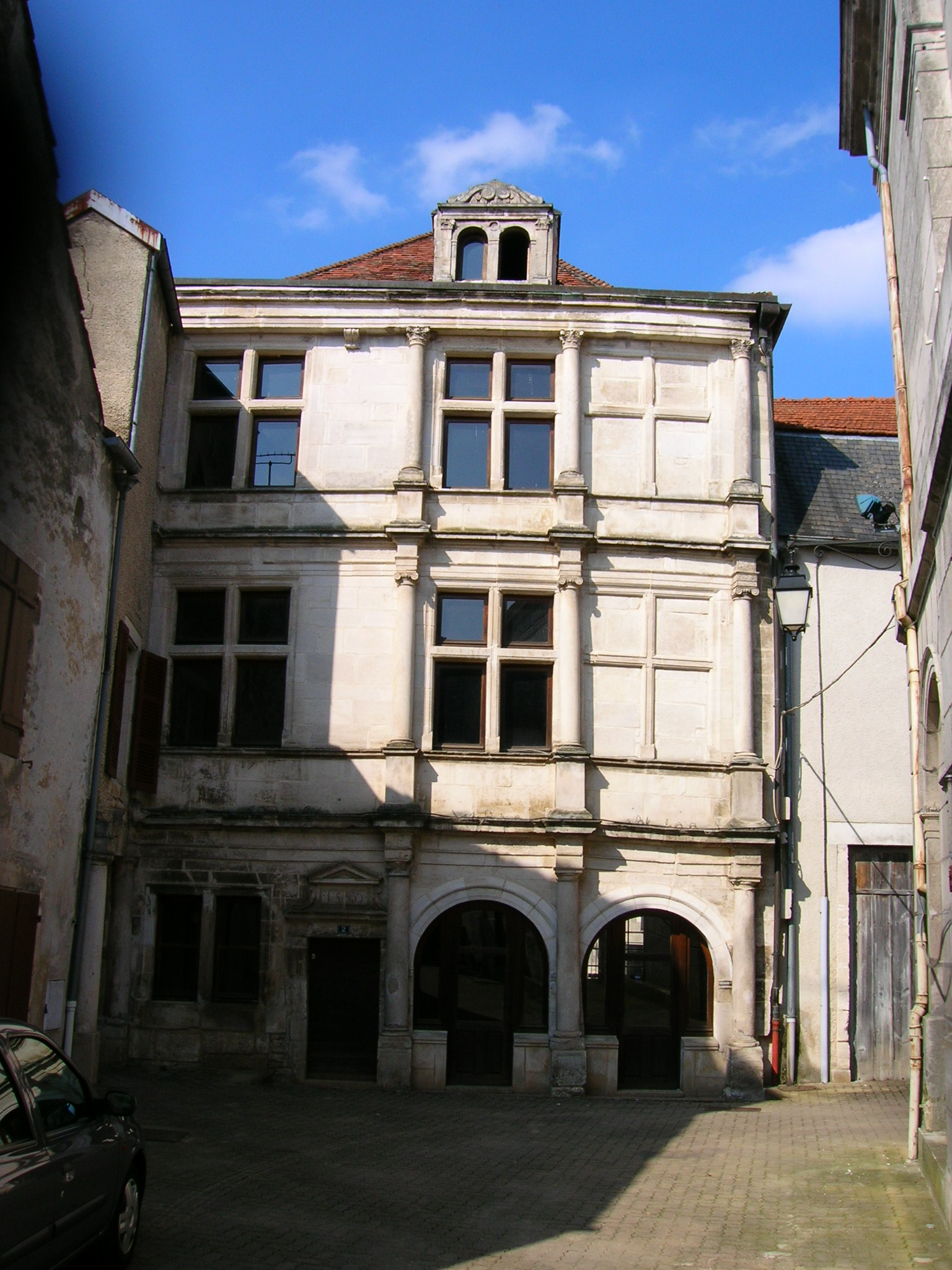
Maison Renaissance à Arc-en-Barrois.

Maison RenaissanceSituée derrière l’hôtel de ville, c’est une maison à ordres superposés construite en 1550. Elle est classée Monument historique.
Médiathèque le Relais
Description

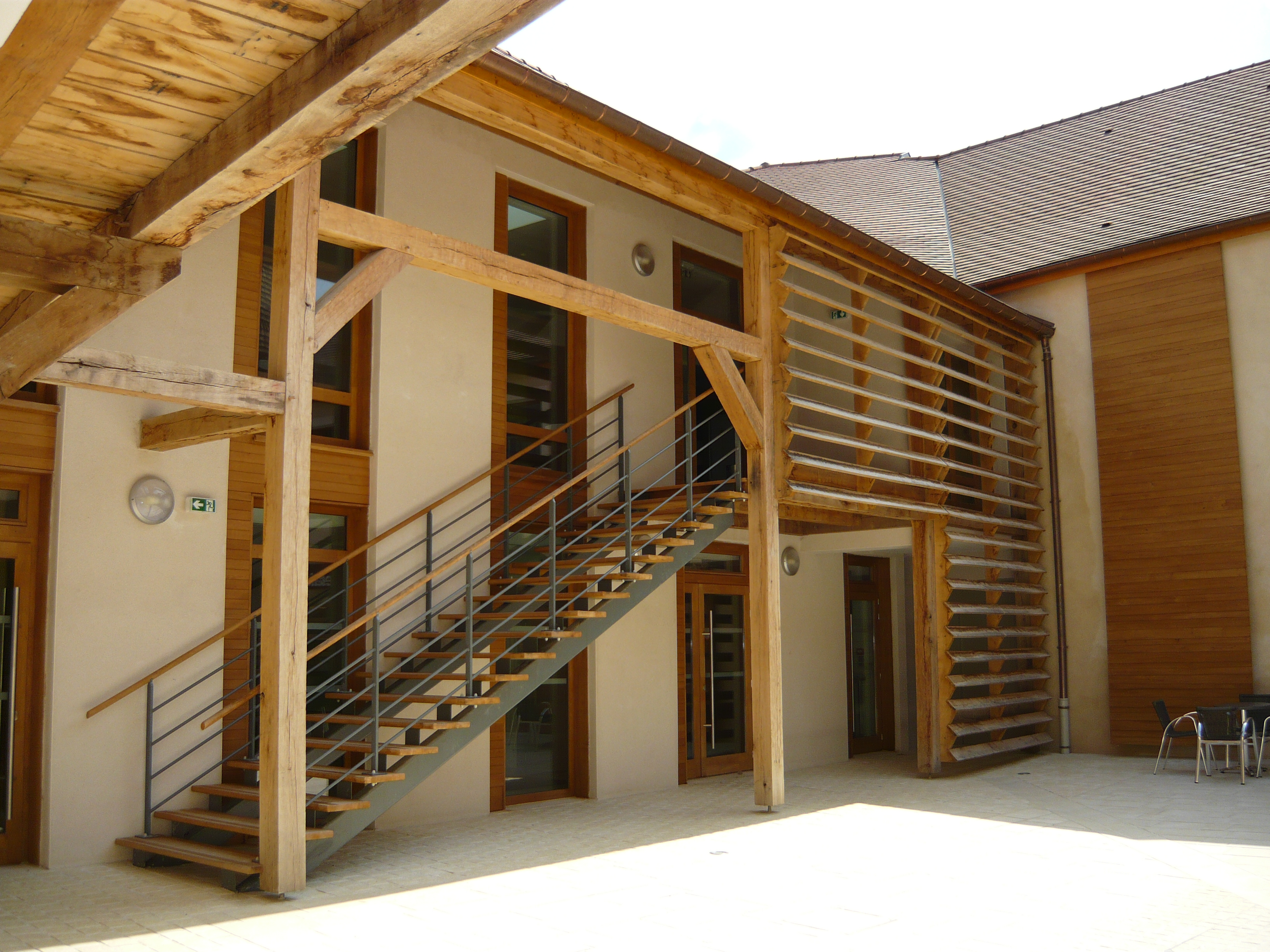
Médiathèque - Le Relais.

La Médiathèque d’Arc-en-Barrois s’étend sur 300 m²  et propose plusieurs espaces : enfants, adultes, audiovisuel, presse et informatique.
Elle offre à TOUS un accès à la culture grâce à de nombreux supports : livres, documentaires, périodiques, bandes-dessinées, mangas, CD, DVD, Internet.
Fonds documentaire
Prêts de plus de 3 000 ouvrages
Dépôt de 700 CD et 200 DVD de la Médiathèque départementale
Acquisitions régulières de nouveautés
Offre d’une dizaine de titres de périodiques
Renouvellement du fonds tous les trois mois avec le passage du bibliobus et médiabus
Animations et expositions régulières
2 quotidiens (le Journal de la Haute-Marne et La voix de la Haute-Marne) et des revues pour adultes et enfants.
Informatique
5 postes permettent d’accéder à Internet, à des sélections de sites, à des outils bureautiques et de consulter notre catalogue.
Église Saint-Martin.
Glacièrela glacière a été construite en 1873 par le prince de Joinville. De forme ovoïdale, enterrée et d’une hauteur de 8,5 m, elle servait à stocker la glace prélevée sur l’étang du château.
Machine à vapeurC’est également sous l’impulsion du prince de Joinville qu’une machine à vapeur est construite en 1896, servant au fonctionnement d’une ancienne scierie. Elle monte sur 3 étages, avec foyer, chaudière tubulaire de 9 m3, machine à vapeur 80 ch avec volant de 3,5 m. Elle fonctionne jusqu’en 1963. Elle est classée Monument historique depuis 1977.
Forêt d'Arc-en-BarroisLa forêt domaniale d’Arc-en-Barrois, partagée avec Aubepierre-sur-Aube notamment, est une des plus étendues de France avec ses 15 210 hectares. Elle est considérée comme le plus grand domaine de chasse au gros gibier de France. Elle abrite un ensemble de dix-sept dolmens, la plupart dans un état très dégradé.
Dolmens ferme de Sautreuil.
Abbaye de Longuay, inscrite aux Monuments historiques

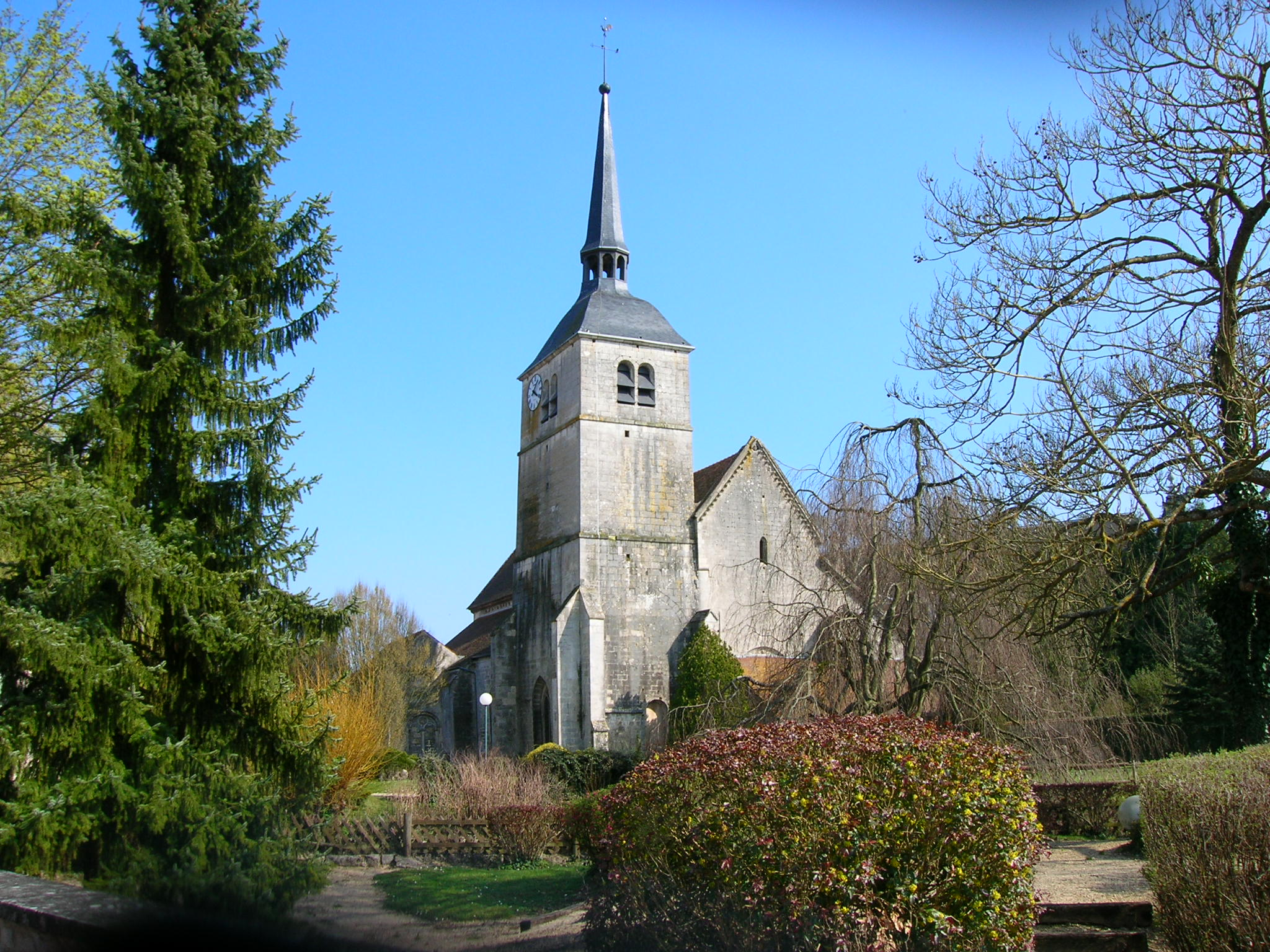
L’église Saint-Martin.
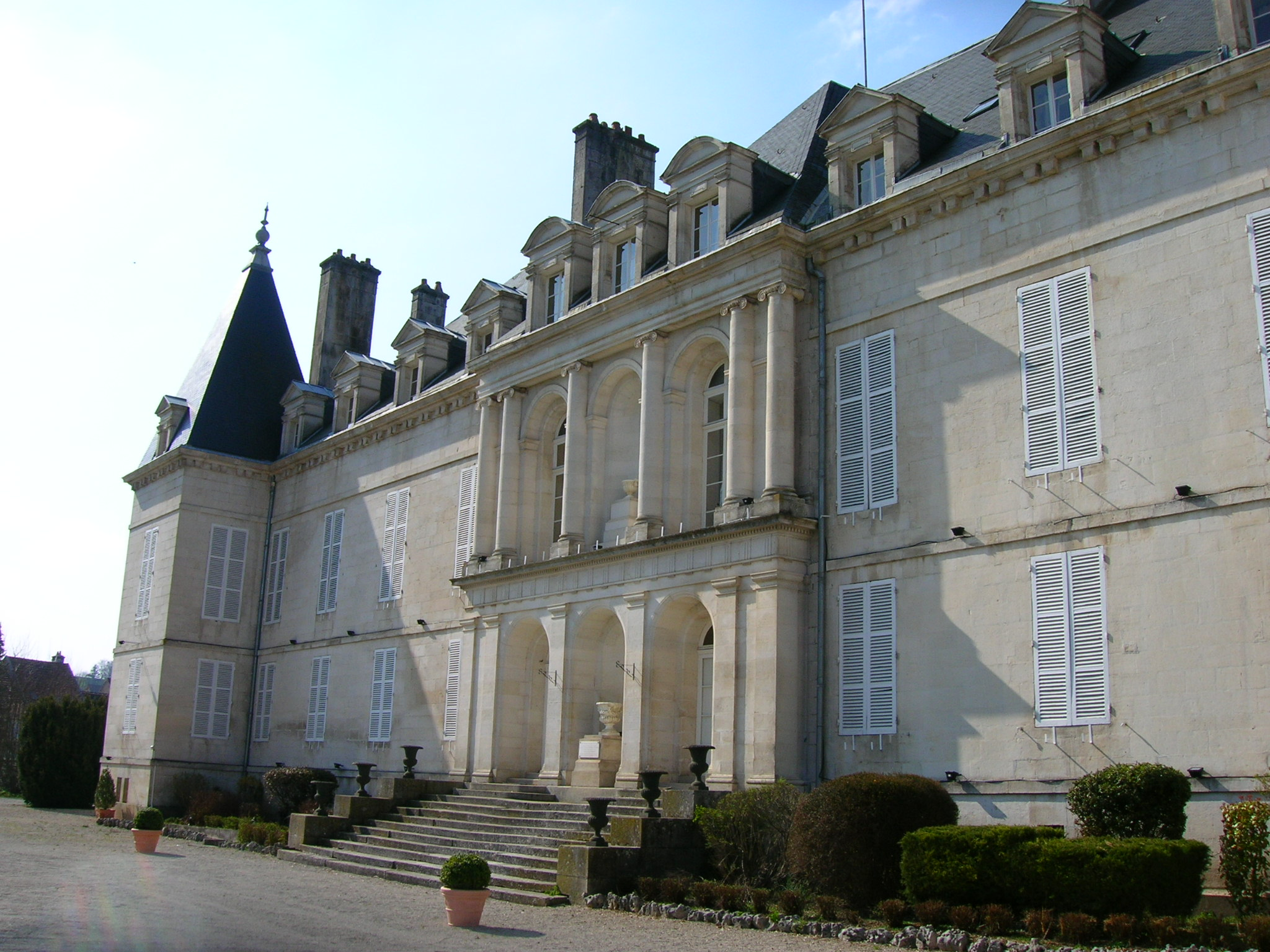
Le château côté parc.
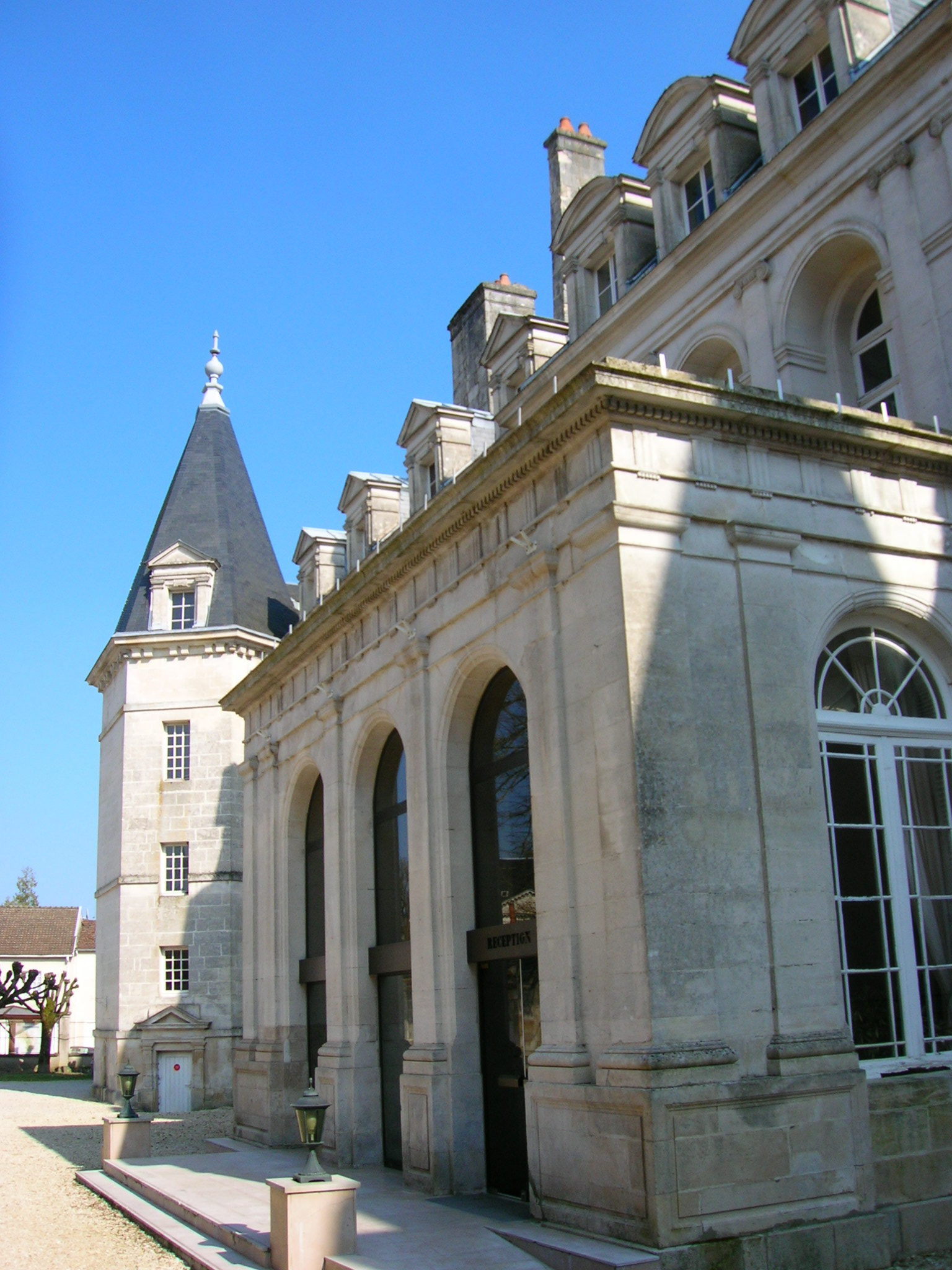
Le château.
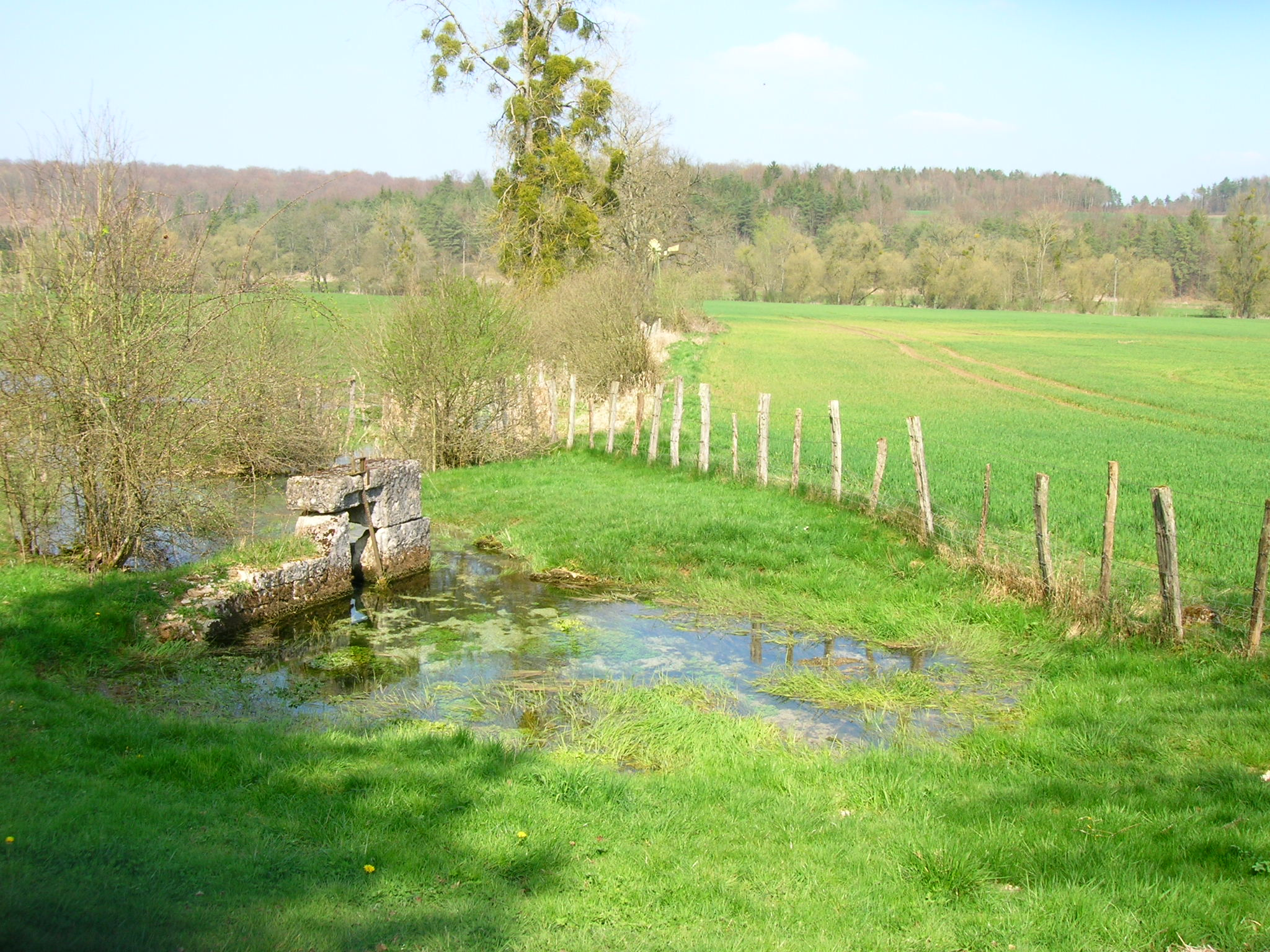
Les Éleux.
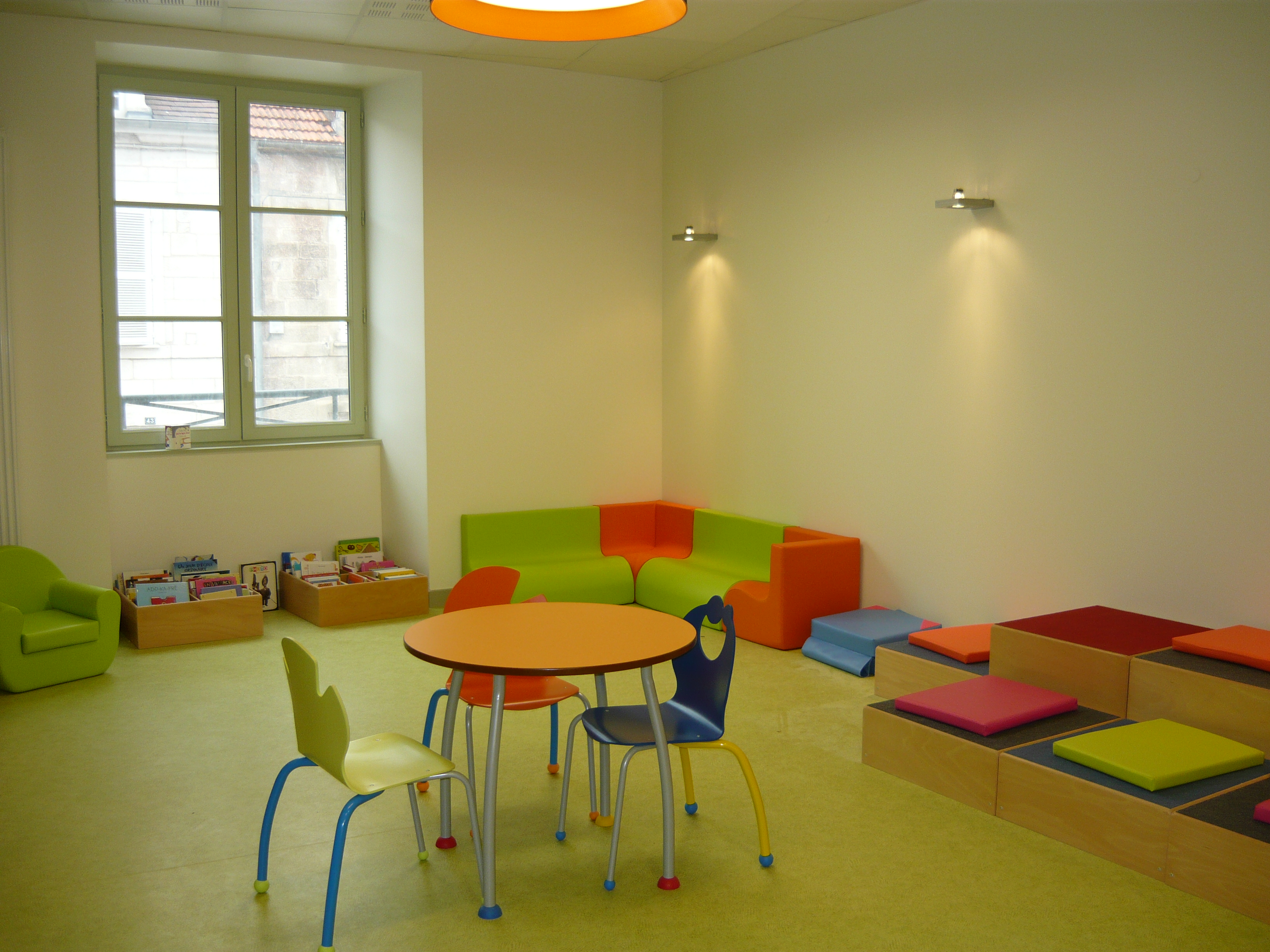
Médiathèque Le Relais Espace Enfants.
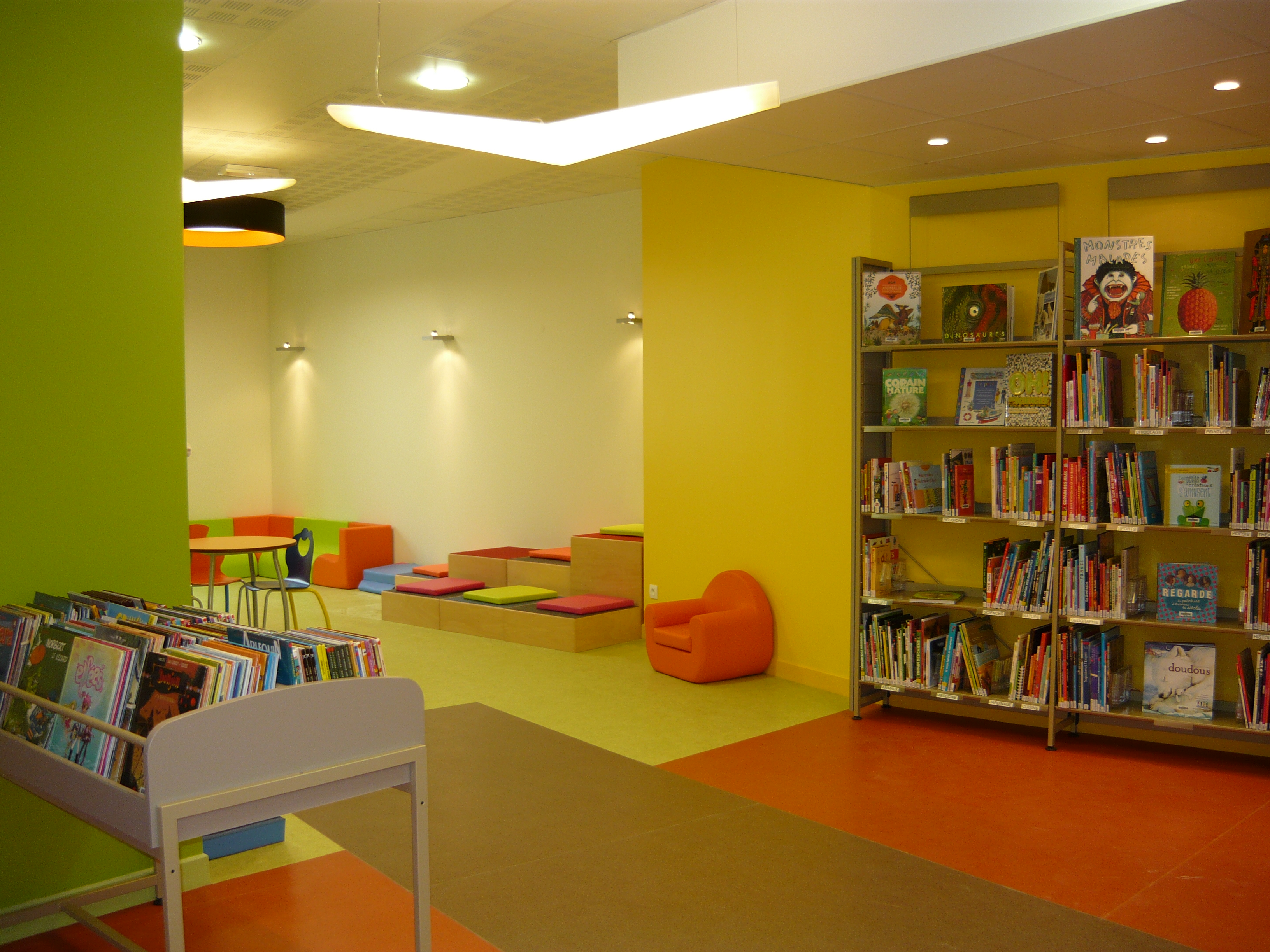
Médiathèque Espace Enfants.
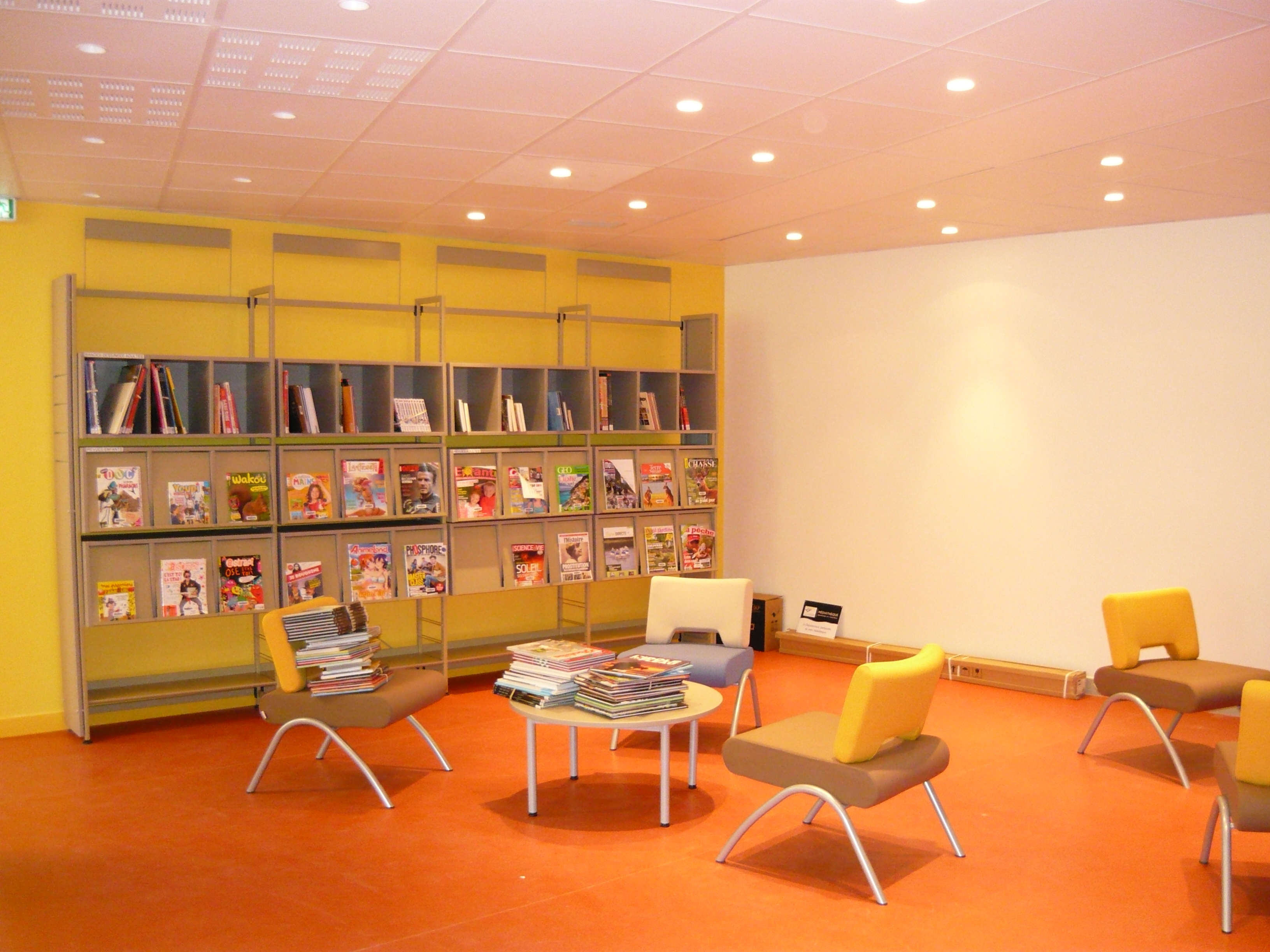
Médiathèque Espace Presse et BD Adultes.
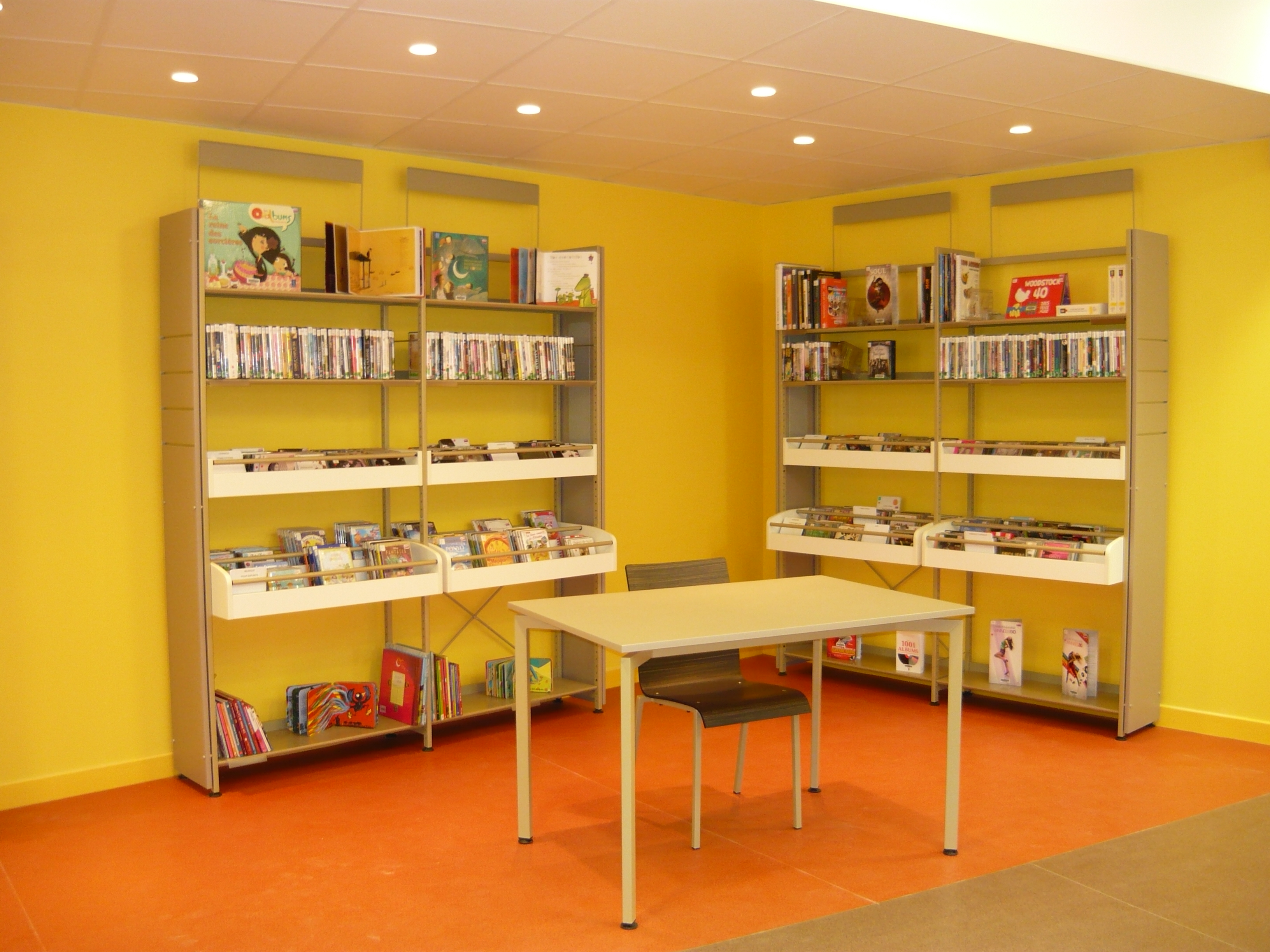
Médiathèque Espace audiovisuel.

### Personnalités liées à la commune
Voir aussi la catégorie recensant les personnalités nées à Arc-en-Barrois.
- Louis de Bourbon, dernier seigneur d’Arc-en-Barrois.
- André Cerbonney, athlète né en 1910 à Arc-en-Barrois.
- Pierre Duchâtel, maître de la Librairie du roi de 1540-1552[27].
- Charles Fèvre, homme politique né à Arc-en-Barrois.
- Antoine Le Bel, né au hameau de Montrot en 1705, et décédé à Paris le 8 mars 1793, est un artiste peintre, membre de l'Académie royale de peinture et de sculpture
- Adélaïde d’Orléans, est à l’origine de la construction de l’actuel château d’Arc-en-Barrois.
- François d’Orléans, prince de Joinville, propriétaire du château d’Arc-en-Barrois de 1847 à 1900.
- Isabelle d’Orléans, princesse Murat, séjournera souvent au château d’Arc-en-Barrois.
- Jean d’Orléans, occupe le château pendant deux mois en été durant l’entre-deux-guerres.
- Pierre d'Orléans, duc de Penthièvre propriétaire du château d’Arc-en-Barrois de 1900 à 1919.
- Étienne-Gabriel Peignot, né à Arc-en-Barrois en 1767 et mort à Dijon en 1849, bibliographe français.
- Aurélie Picard, aventurière qui a vécu à Arc-en-Barrois.
- Guy Armand Romano, né le 11 juin 1937, évêque émérite de Niamey (Niger) depuis 2003.
- François-Frédéric Steenackers, homme politique, président du comice d’Arc-en-Barrois.

### Héraldique
| Armes de Arc-en-Barrois | Les armes d'Arc-en-Barrois se blasonnent ainsi : Armes parlantes ( D'azur à la fasce cousue de gueules chargée de trois fleurs de lys d'or, accompagnée en chef d'une couronne fermée et en pointe d'un arc couché à la flèche ajustée, le tout du même). . La couronne rappelle l’ancien statut de marquisat d’Arc-en-Barrois. |